# Barriera reattiva permeabile
La barriera reattiva permeabile è una tecnica di bonifica di siti contaminati.
Il principio di funzionamento si basa sullo scavo di una trincea a valle idrogeologico del terreno da bonificare, che viene riempita con un materiale reattivo (capace cioè di degradare gli inquinanti a sostanze non tossiche, o meno tossiche); i moti di falda portano l'acqua inquinata a transitare attraverso la barriera, nella quale avvengono reazioni di ossidoriduzione che riducono la concentrazione di alcuni inquinanti.

## Materiali utilizzati
I materiali reattivi utilizzati sono: ferro zerovalente, leghe bimetalliche, zeoliti, carboni attivi, carbonati e idrossidi di calcio, torba.
La scelta del materiale dipende dal tipo di composti chimici presenti nell'acqua di falda: solventi organici clorurati, nitrati, sostanze radioattive ecc.
Il materiale più utilizzato e che presenta le applicazioni più interessanti è il ferro zerovalente (Zero Valent Iron, ZVI), per la sua capacità di ridurre i composti organici clorurati - come il TCE (tricloroetilene o trielina), DCE (dicloroetilene) e il VC (vinilcloruro) - a composti meno tossici e pericolosi, operando la riduzione del cloro presente nei composti con la contemporanea ossidazione del ferro
.
Il materiale utilizzato nelle barriere ZVI è il ferro microscopico, con una granulometria compresa tra 0,25 e 2 mm; la superficie specifica di questo materiale è di 0,3 mq/g. 
Con dimensioni più ridotte sarebbe possibile ottenere superfici specifiche maggiori, ma ciò andrebbe a svantaggio della conducibilità idraulica, che è un parametro critico in questo tipo di opere.
È importante lo studio delle cinetiche di reazione all'interno della barriera (che può essere condotto con prove in reattore batch chiuso o di trasporto in colonna, utilizzando preferibilmente acqua di falda), considerando i tempi di dimezzamento delle sostanze (che presentano per lo più cinetiche di degradazione del primo ordine) e le concentrazioni massime in uscita, per il dimensionamento dello spessore della barriera e della quantità di reagente necessario.

## Tipologie costruttive
La trincea riempita con il reagente può essere rettilinea (trincea continua) o avere ai lati due barriere impermeabili che incanalano il flusso (funnel and gate).
Un'ulteriore alternativa è l'inserimento, all'interno di una barriera impermeabile, di alcune colonne di reagente che lavorano come reattori interrati (reactive vessel).
Ad esclusione della Germania, la tipologia di barriera più impiegata rimane la trincea continua, che ha il vantaggio di non alterare il flusso di falda.
È fondamentale evitare la formazione di flussi preferenziali, che porterebbero all'aggiramento della barriera da parte del plume inquinante oppure al sovrasfruttamento di parte della barriera, a svantaggio di un'altra.
La profondità di scavo, con le tecniche attualmente disponibili, non può superare i 25–30 m: ciò rappresenta un limite di applicazione per questa tecnologia.
Generalmente la trincea viene scavata con una escavatrice a braccio rovescio, ma è stato sperimentato con successo l'utilizzo di una benna mordente
.
Durante lo scavo, le pareti devono essere sostenute con un palancolato affinché non crollino.

## Applicazioni pratiche
Al 2005, le barriere installate in tutto il mondo sono circa 50, di cui una quarantina in USA e Canada.
In Europa questa tecnologia è diffusa soprattutto in Germania.
In Italia è presente una barriera permeabile reattiva, che utilizza il ferro zerovalente, ad Avigliana. È stata costruita nel 2004-2005 per la bonifica di un sito contaminato nei pressi di una industria siderurgica, molto vicino al fiume Dora Riparia
.
Nella costruzione è stata utilizzata una tecnica di scavo con benna mordente, che ha permesso di contenere di molto i tempi e i costi
.
Negli ultimi anni è stato proposto l'utilizzo del ferro zerovalente microscopico e nanoscopico per il trattamento in prossimità della sorgente contaminante. Tale materiale è caratterizzato da dimensioni estremamente ridotte e quindi da un'elevata reattività, sebbene sia necessario iniettarlo con altri composti che le mantengano in sospensione, per evitare l'aggregazione delle particelle.
Può essere inoltre iniettato direttamente in falda mediante l'utilizzo di strumentazione ad infissione diretta.

## Vantaggi
- l'impianto è completamente interrato, con un minore impatto visivo rispetto ad altre tecniche;
- il consumo di energia è limitato alla costruzione e ad alcune operazioni di manutenzione, mentre il funzionamento è basato sul deflusso naturale della falda;
- è possibile trattare aree molto vaste;
- dopo l'installazione, il sito torna ad essere fruibile;
- i costi di gestione sono ridotti.

## Svantaggi
- si effettua una depurazione sul plume di inquinante ma non sulla sorgente;
- può rendersi necessaria una rigenerazione del reagente: per il ferro zerovalente è stato proposto l'utilizzo di ultrasuoni.